# Magalia, Kalifornien
Magalia är en ort (CDP) i Butte County, i delstaten Kalifornien, USA. Enligt United States Census Bureau har orten en folkmängd på 11 310 invånare (2010) och en landarea på 36,3 km².